# Водосбор чернеющий
Водосбор чернеющий (лат. Aquilegia nigricans)  — вид травянистых растений рода Водосбор (Aquilegia) семейства Лютиковые (Ranunculaceae).

## Ботаническое описание
Гемикриптофит. Многолетнее травянистое растение высотой 20 — 40 см. Стебли многочисленные. Каудекс ветвистый. Листья длинночерешковые, с дважды-тройчатыми пластинками.
Соцветия верхушечные, кистевидные, малоцветковые. Околоцветник фиолетового цвета. Цветёт в июне — июле, плодоносит в июле — августе. Плод  — листовка. Размножение исключительно семяное.

## Экология и распространение
Мезофит. Встречается на высоте 900—1800 метров над уровнем моря в верхней части альпийского и субальпийского пояса на осыпях, слабо задернованных склонах, скальных обнажениях.
Среднеевропейский вид. Встречается в высокогорьях Альп, Балканских гор, Южных и Восточных Карпат.

## Охранный статус
Занесена в Международную Красную книгу. Охраняется на Украине, в Болгарии и Румынии.